# Héritage (série télévisée)
Pour les articles homonymes, voir Héritage.
Diffusion
Héritage (I, Jack Wright) est une série télévisée britannique, créée par Chris Lang, et diffusée à partir du 23 avril 2025 sur U&Alibi.
La série est diffusée en français sur La Une depuis le 1er mai 2025.

## Synopsis
Le riche patriarche Jack Wright, homme d'affaires retraité, meurt subitement, apparemment d'un suicide.

Ses proches sont conviés à la lecture du testament, que Jack avait remanié quelques mois avant sa mort. Mais à la surprise générale, ce testament est très inégalitaire, laissant ses plus proches parents avec presque rien.

## Distribution

### Personnages principaux
(par ordre d'apparition au générique, présentés comme dans la série, par rapport à Jack)
- Nikki Amuka-Bird : Sally Wright (troisième épouse de Jack)
- Gemma Jones : Rose Wright (première épouse de Jack)
- Zoë Tapper : Georgia Wright (épouse de John, belle-fille de Jack)
- Daniel Rigby : John Wright (second fils de Jack avec sa première épouse)
- Ruby Ashbourne Serkis : Emily Wright (fille de Graham, unique petite-fille de Jack)
- Harry Lloyd : Hector Morgan (capitaine de police, enquête sur la mort de Jack)
- Liz Kingsman : Kat Jones (lieutenant de police, enquête sur la mort de Jack)
- Percelle Ascott : Reuben Maguire (amant de la petite-fille de Jack)
- Rakhee Thakrar : Laura Johnstone (nouvelle avocate et exécutrice testamentaire de Jack)
- James Fleet : Bobby Bothman (nouveau compagnon de la première épouse de Jack)
- Niamh Cusack : Annie Rouse (vieille amie et assistante de Jack)
- Trevor Eve : Jack Wright
- John Simm : Graham "Gray" Wright (fils ainé de Jack avec sa première épouse)

### Personnages secondaires
- Samuel Small : Joshua "Josh" Wright (fils de Jack avec sa troisième épouse)
- Eden Hollingsworth : Daisy Wright (fille de Jack avec sa troisième épouse)
- Sabrina Bartlett : Bella Horrell (compagne de Graham, belle-fille de Jack)
- Callum Adams : Kyle (fiancé et associé de la petite-fille de Jack)
- Jalil Lespert : Arnaud Tissier (associé de la troisième épouse de Jack)
- Tim Faraday : Derek Coates (vieil ami et gérant des propriétés de Jack)
- Victoria Broom : Mary Robbins (gouvernante de Jack)

## Production

### Fiche technique
- Création : Chris Lang
- Réalisation : Tom Vaughan

## Épisodes
1. Dernières volontés (Every Single Penny)
2. La marque du père (Fight Like Hell)
3. Faux frères (A Tougher Love)
4. Jeu dangereux (Juggling Snakes)
5. Point de rupture (Salt in the Wound)
6. L'heure des comptes (Testament)

## Autour de la série

### Narration
L'histoire est souvent racontée par les personnages eux-mêmes, via des flashforwards : Deux ans après la mort de Jack, ses proches sont interviewés, apparemment dans le cadre d'un documentaire.

Dans le futur, certains semblent épanouis, d'autres anéantis, et quelques-uns semblent livrer leurs témoignages depuis des prisons.

### Famille Wright
| Jack Wright né en 1950 décédé en 2024 | Jack Wright né en 1950 décédé en 2024 | Jack Wright né en 1950 décédé en 2024 | Jack Wright né en 1950 décédé en 2024 | Jack Wright né en 1950 décédé en 2024 | Jack Wright né en 1950 décédé en 2024 |  |  |                                |                                |                                |                                | Rose Wright 1re épouse de Jack divorcée vers 1985 | Rose Wright 1re épouse de Jack divorcée vers 1985 | Rose Wright 1re épouse de Jack divorcée vers 1985 | Rose Wright 1re épouse de Jack divorcée vers 1985 | Rose Wright 1re épouse de Jack divorcée vers 1985 | Rose Wright 1re épouse de Jack divorcée vers 1985 |                          |                          |                          |                          |  |  |                |                |                |                |                |                |  |  | Kuldip 2e épouse de Jack décédée en 2014 | Kuldip 2e épouse de Jack décédée en 2014 | Kuldip 2e épouse de Jack décédée en 2014 | Kuldip 2e épouse de Jack décédée en 2014 | Kuldip 2e épouse de Jack décédée en 2014 | Kuldip 2e épouse de Jack décédée en 2014 |  |  |                                   |                                   |                                   |                                   | Sally Wright 3e épouse de Jack de 2007 à 2024 | Sally Wright 3e épouse de Jack de 2007 à 2024 | Sally Wright 3e épouse de Jack de 2007 à 2024 | Sally Wright 3e épouse de Jack de 2007 à 2024 | Sally Wright 3e épouse de Jack de 2007 à 2024 | Sally Wright 3e épouse de Jack de 2007 à 2024 |                            |                            |                            |                            |  |  |  |  |  |  |  |  |  |  |  |  |  |  |  |  |  |  |  |  |
| Jack Wright né en 1950 décédé en 2024 | Jack Wright né en 1950 décédé en 2024 | Jack Wright né en 1950 décédé en 2024 | Jack Wright né en 1950 décédé en 2024 | Jack Wright né en 1950 décédé en 2024 | Jack Wright né en 1950 décédé en 2024 |  |  |                                |                                |                                |                                | Rose Wright 1re épouse de Jack divorcée vers 1985 | Rose Wright 1re épouse de Jack divorcée vers 1985 | Rose Wright 1re épouse de Jack divorcée vers 1985 | Rose Wright 1re épouse de Jack divorcée vers 1985 | Rose Wright 1re épouse de Jack divorcée vers 1985 | Rose Wright 1re épouse de Jack divorcée vers 1985 |                          |                          |                          |                          |  |  |                |                |                |                |                |                |  |  | Kuldip 2e épouse de Jack décédée en 2014 | Kuldip 2e épouse de Jack décédée en 2014 | Kuldip 2e épouse de Jack décédée en 2014 | Kuldip 2e épouse de Jack décédée en 2014 | Kuldip 2e épouse de Jack décédée en 2014 | Kuldip 2e épouse de Jack décédée en 2014 |  |  |                                   |                                   |                                   |                                   | Sally Wright 3e épouse de Jack de 2007 à 2024 | Sally Wright 3e épouse de Jack de 2007 à 2024 | Sally Wright 3e épouse de Jack de 2007 à 2024 | Sally Wright 3e épouse de Jack de 2007 à 2024 | Sally Wright 3e épouse de Jack de 2007 à 2024 | Sally Wright 3e épouse de Jack de 2007 à 2024 |                            |                            |                            |                            |  |  |  |  |  |  |  |  |  |  |  |  |  |  |  |  |  |  |  |  |
|                                       |                                       |                                       |                                       |                                       |                                       |  |  |                                |                                |                                |                                |                                                   |                                                   |                                                   |                                                   |                                                   |                                                   |                          |                          |                          |                          |  |  |                |                |                |                |                |                |  |  |                                          |                                          |                                          |                                          |                                          |                                          |  |  |                                   |                                   |                                   |                                   |                                               |                                               |                                               |                                               |                                               |                                               |                            |                            |                            |                            |  |  |  |  |  |  |  |  |  |  |  |  |  |  |  |  |  |  |  |  |
|                                       |                                       |                                       |                                       |                                       |                                       |  |  |                                |                                |                                |                                |                                                   |                                                   |                                                   |                                                   |                                                   |                                                   |                          |                          |                          |                          |  |  |                |                |                |                |                |                |  |  |                                          |                                          |                                          |                                          |                                          |                                          |  |  |                                   |                                   |                                   |                                   |                                               |                                               |                                               |                                               |                                               |                                               |                            |                            |                            |                            |  |  |  |  |  |  |  |  |  |  |  |  |  |  |  |  |  |  |  |  |
|                                       |                                       |                                       |                                       |                                       |                                       |  |  |                                |                                |                                |                                |                                                   |                                                   |                                                   |                                                   |                                                   |                                                   |                          |                          |                          |                          |  |  |                |                |                |                |                |                |  |  |                                          |                                          |                                          |                                          |                                          |                                          |  |  |                                   |                                   |                                   |                                   |                                               |                                               |                                               |                                               |                                               |                                               |                            |                            |                            |                            |  |  |  |  |  |  |  |  |  |  |  |  |  |  |  |  |  |  |  |  |
| Graham "Gray" Wright né vers 1972     | Graham "Gray" Wright né vers 1972     | Graham "Gray" Wright né vers 1972     | Graham "Gray" Wright né vers 1972     | Graham "Gray" Wright né vers 1972     | Graham "Gray" Wright né vers 1972     |  |  | Lin décédée entre 2012 et 2024 | Lin décédée entre 2012 et 2024 | Lin décédée entre 2012 et 2024 | Lin décédée entre 2012 et 2024 | Lin décédée entre 2012 et 2024                    | Lin décédée entre 2012 et 2024                    |                                                   |                                                   | John Wright né vers 1976                          | John Wright né vers 1976                          | John Wright né vers 1976 | John Wright né vers 1976 | John Wright né vers 1976 | John Wright né vers 1976 |  |  | Georgia Wright | Georgia Wright | Georgia Wright | Georgia Wright | Georgia Wright | Georgia Wright |  |  | Asha Bell introuvable                    | Asha Bell introuvable                    | Asha Bell introuvable                    | Asha Bell introuvable                    | Asha Bell introuvable                    | Asha Bell introuvable                    |  |  | Joshua "Josh" Wright né vers 2008 | Joshua "Josh" Wright né vers 2008 | Joshua "Josh" Wright né vers 2008 | Joshua "Josh" Wright né vers 2008 | Joshua "Josh" Wright né vers 2008             | Joshua "Josh" Wright né vers 2008             |                                               |                                               | Daisy Wright née vers 2010                    | Daisy Wright née vers 2010                    | Daisy Wright née vers 2010 | Daisy Wright née vers 2010 | Daisy Wright née vers 2010 | Daisy Wright née vers 2010 |  |  |  |  |  |  |  |  |  |  |  |  |  |  |  |  |  |  |  |  |
| Graham "Gray" Wright né vers 1972     | Graham "Gray" Wright né vers 1972     | Graham "Gray" Wright né vers 1972     | Graham "Gray" Wright né vers 1972     | Graham "Gray" Wright né vers 1972     | Graham "Gray" Wright né vers 1972     |  |  | Lin décédée entre 2012 et 2024 | Lin décédée entre 2012 et 2024 | Lin décédée entre 2012 et 2024 | Lin décédée entre 2012 et 2024 | Lin décédée entre 2012 et 2024                    | Lin décédée entre 2012 et 2024                    |                                                   |                                                   | John Wright né vers 1976                          | John Wright né vers 1976                          | John Wright né vers 1976 | John Wright né vers 1976 | John Wright né vers 1976 | John Wright né vers 1976 |  |  | Georgia Wright | Georgia Wright | Georgia Wright | Georgia Wright | Georgia Wright | Georgia Wright |  |  | Asha Bell introuvable                    | Asha Bell introuvable                    | Asha Bell introuvable                    | Asha Bell introuvable                    | Asha Bell introuvable                    | Asha Bell introuvable                    |  |  | Joshua "Josh" Wright né vers 2008 | Joshua "Josh" Wright né vers 2008 | Joshua "Josh" Wright né vers 2008 | Joshua "Josh" Wright né vers 2008 | Joshua "Josh" Wright né vers 2008             | Joshua "Josh" Wright né vers 2008             |                                               |                                               | Daisy Wright née vers 2010                    | Daisy Wright née vers 2010                    | Daisy Wright née vers 2010 | Daisy Wright née vers 2010 | Daisy Wright née vers 2010 | Daisy Wright née vers 2010 |  |  |  |  |  |  |  |  |  |  |  |  |  |  |  |  |  |  |  |  |
|                                       |                                       |                                       |                                       |                                       |                                       |  |  |                                |                                |                                |                                |                                                   |                                                   |                                                   |                                                   |                                                   |                                                   |                          |                          |                          |                          |  |  |                |                |                |                |                |                |  |  |                                          |                                          |                                          |                                          |                                          |                                          |  |  |                                   |                                   |                                   |                                   |                                               |                                               |                                               |                                               |                                               |                                               |                            |                            |                            |                            |  |  |  |  |  |  |  |  |  |  |  |  |  |  |  |  |  |  |  |  |
|                                       |                                       |                                       |                                       | Emily Wright née en 2000              |                                       |  |  |                                |                                |                                |                                |                                                   |                                                   |                                                   |                                                   |                                                   |                                                   |                          |                          |                          |                          |  |  |                |                |                |                |                |                |  |  |                                          |                                          |                                          |                                          |                                          |                                          |  |  |                                   |                                   |                                   |                                   |                                               |                                               |                                               |                                               |                                               |                                               |                            |                            |                            |                            |  |  |  |  |  |  |  |  |  |  |  |  |  |  |  |  |  |  |  |  |